# 实数

實數集的表示符號

在數學中，实数是有理數和無理數的总称，前者如{\displaystyle 0}、{\displaystyle -4}、{\displaystyle {\frac {81}{7}}}；后者如{\displaystyle {\sqrt {2}}}、{\displaystyle \pi }等。实数可以直观地看作小數（有限或無限的），它們能把数轴「填滿」。但僅僅以枚舉的方式不能描述實數的全體。实数和虚数共同构成复数。
根据日常经验，有理數集在數軸上似乎是「稠密」的，于是古人一直认为用有理數即能滿足測量上的實際需要。以邊長為{\displaystyle 1}公分的正方形為例，其對角線有多長？在規定的精度下（比如誤差小於{\displaystyle 0.001}公分），總可以用有理數來表示足夠精確的測量結果（比如{\displaystyle 1.414}公分）。但是，古希臘畢達哥拉斯學派的數學家發現，只使用有理數無法完全精確地表示這條對角線的長度，這徹底地打擊了他們的數學理念；他們原以為：
- 任何兩條線段（的長度）的比，可以用自然數的比來表示。

正因如此，畢達哥拉斯本人甚至有「萬物皆數」的信念，這裡的數是指自然數（{\displaystyle 1,2,3,\ldots }），而由自然數的比就得到所有正有理數，而有理數集存在「縫隙」這一事實，對當時很多數學家來說可謂極大的打擊；見第一次數學危機。
從古希臘一直到17世紀，數學家們才慢慢接受無理數的存在，並把它和有理數平等地看作數；後來有虚数概念的引入，為加以區別而稱作“實數”，意即“實在的數”。在當時，儘管虛數已經出現並廣為使用，實數的嚴格定義卻仍然是個難題，以至函數、極限和收斂性的概念都被定義清楚之後，才由十九世紀末的戴德金、康托尔等人對實數進行了嚴格處理。
所有实数的集合則可稱為实数系（real number system）或实数连续统。任何一个完备的阿基米德有序域均可称为实数系。在保序同构意义下它是惟一的，常用{\displaystyle \mathbb {R} }表示。由于{\displaystyle \mathbb {R} }是定义了算数运算的运算系统，故有实数系这个名称。

## 初等數學
在目前的初等數學中，没有對實數進行嚴格的定義，而一般把實數看作小數（有限或無限的）。实数的完备性可以利用幾何加以说明，即数轴上的點與實數一一對應；見数轴。
实数可以分为有理数（如{\displaystyle 42}、{\displaystyle -{\frac {23}{129}}}）和无理数（如{\displaystyle \pi }、{\displaystyle {\sqrt {2}}}），或者代数数和超越数（有理數都是代數數）两类。实数集合通常用字母{\displaystyle R}或{\displaystyle \mathbb {R} }表示。而{\displaystyle \mathbb {R} ^{n}}表示{\displaystyle n}维实数空间。实数是不可数的。实数是实分析的核心研究对象。
实数可以用来测量连续變化的量。理论上，任何实数都可以用无限小数的方式表示，小数点的右边是一个无穷的数列（可以是循环的，也可以是非循环的）。在实际运用中，实数经常被近似成一个有限小数（保留小数点后{\displaystyle n}位，{\displaystyle n}为正整数）。在计算机领域，由于计算机只能存储有限的小数位数，实数经常用浮点数来表示。

## 正数与负数
实数是一个集合，通常可以分为正数、负数和零（{\displaystyle 0}）三类。「正数」（符号：{\displaystyle \mathbb {R} ^{+}}）即大于{\displaystyle 0}的实数，而「负数」（符号：{\displaystyle \mathbb {R} ^{-}}）即小于{\displaystyle 0}的实数。与实数一样，两者都是不可數的無限集合。正数的相反数一定是负数，负数的相反数也一定是正数。除正數和負數外，通常将{\displaystyle 0}與正數统称为「非負數」（符号：{\displaystyle \mathbb {R} _{0}^{+}}），而将{\displaystyle 0}與負數统称为「非正數」（符号：{\displaystyle \mathbb {R} _{0}^{-}}）。这和整数可以分为正整數、负整数和零（{\displaystyle 0}），而{\displaystyle 0}與正整數通常统称为非負整數、{\displaystyle 0}與負整數则通常统称为非正整數非常相似。另外，只有实数可以分为正和负等，虚数是没有正负之分的。

## 历史
在公元前500年左右，以毕达哥拉斯为首的希腊数学家们認識到有理數在幾何上不能滿足需要，但毕达哥拉斯本身並不承認無理數的存在。
直到17世纪，实数才在欧洲被广泛接受。18世纪，微积分学在实数的基础上发展起来。直到1871年，德国数学家康托尔第一次提出了实数的严格定义。

## 定义

### 從有理數构造實數
实数可以用通过收敛于一个唯一实数的十进制或二进制展开如{\displaystyle {3,3.1,3.14,3.141,3.1415,3.14159...}}所定义的序列的方式而构造为有理数的完備化。實數可以不同方式從有理數构造出來。这里给出其中一种，其他方法请詳見實數的構造。

### 公理化方法
设 {\displaystyle \mathbb {R} } 是所有实数的集合，则：
- 集合 {\displaystyle \mathbb {R} } 是一个域：可以作加、减、乘、除运算，且有如交换律，结合律等常见性质。
- 域 {\displaystyle \mathbb {R} } 是个有序域，即存在全序关系{\displaystyle \geq } ，对所有实数{\displaystyle x,y}和{\displaystyle z}：
  - 若{\displaystyle x\geq y}则{\displaystyle x+z\geq y+z}·
  - 若{\displaystyle x\geq 0}且{\displaystyle y\geq 0}则{\displaystyle xy\geq 0}
- 集合 {\displaystyle \mathbb {R} } 满足戴德金完备性，即任意 {\displaystyle \mathbb {R} } 的非空子集{\displaystyle S(S\subseteq \mathbb {R} ,S\neq \varnothing )}，若{\displaystyle S}在 {\displaystyle \mathbb {R} } 内有上界，那么{\displaystyle S}在 {\displaystyle \mathbb {R} } 内有上确界。

最后一条是区分实数和有理数的关键。例如所有平方小于{\displaystyle 2}的有理数的集合存在有理数上界，如{\displaystyle 1.5}；但是不存在有理数上确界（因为{\displaystyle {\sqrt {2}}}不是有理数）。
實數通过上述性质唯一确定。更准确的说，给定任意两个戴德金完备的有序域 {\displaystyle \mathbb {R} _{1}}和 {\displaystyle \mathbb {R} _{2}}，存在从 {\displaystyle \mathbb {R} _{1}}到 {\displaystyle \mathbb {R} _{2}}的唯一的域同構，即代數學上兩者可看作是相同。

## 例子
- {\displaystyle 15}（整数）
- {\displaystyle 2.121}（有限小数）
- {\displaystyle -1.3333333\ldots }（无限循环小数）
- {\displaystyle \pi =3.1415926\ldots } （无理数）
- {\displaystyle {\sqrt {3}}}（无理数）
- {\displaystyle {\frac {1}{3}}} （分数）

## 性质

### 基本运算
在实数域内，可实现的基本运算有加、减、乘、除、乘方等，对非负数还可以进行开方运算。实数加、减、乘、除（除数不为零）、平方后结果还是实数。任何实数都可以开奇次方，结果仍是实数；只有非负实数才能开偶次方，其结果还是实数。

### 连续性或完備性
作为度量空間或一致空間，實數集合是一个完备空间，它有以下性质：
所有實數的柯西序列都有一個實數極限。
有理數集合就不是完备空间。例如，{\displaystyle (1,1.4,1.41,1.414,1.4142,1.41421,\ldots )}是有理數的柯西序列，但沒有有理數極限。实际上，它有個實數極限{\displaystyle {\sqrt {2}}}。實數是有理數的完备化：這亦是构造實數集合的一种方法。

### 完备的有序域（有序性）
实数集合通常被描述为“完备的有序域”，这可以几种解释。
- 首先，有序域可以是完备格。然而，很容易发现没有有序域会是完备格。这是由于有序域没有最大元素（对任意元素{\displaystyle z}，{\displaystyle z+1}将更大）。所以，这裡的“完备”不是完备格的意思。
- 另外，有序域满足戴德金完备性，这在上述「公理」中已经定义。上述的唯一性也说明了这裡的“完备”是指戴德金完备性的意思。这个完备性的意思非常接近采用戴德金分割来构造实数的方法，即从（有理数）有序域出发，通过标准的方法建立戴德金完备性。
- 这两个完备性的概念都忽略了域的结构。然而，有序群（域是种特殊的群）可以定义一致空间，而一致空间又有完备空间的概念。上述「完备性」中所述的只是一个特例。（这里采用一致空间中的完备性概念，而不是相关的人们熟知的度量空间的完备性，这是由于度量空间的定义依赖于实数的性质。）当然，{\displaystyle \mathbb {R} }并不是唯一的一致完备的有序域，但它是唯一的一致完备的「阿基米德域」。实际上，“完备的阿基米德域”比“完备的有序域”更常见。可以证明，任意一致完备的阿基米德域必然是戴德金完备的（当然反之亦然）。这个完备性的意思非常接近采用柯西序列来构造实数的方法，即从（有理数）阿基米德域出发，通过标准的方法建立一致完备性。
- “完备的阿基米德域”最早是由希尔伯特提出来的，他还想表达一些不同于上述的意思。他认为，实数构成了「最大的」阿基米德域，即所有其他的阿基米德域都是{\displaystyle \mathbb {R} }的子域。这样{\displaystyle \mathbb {R} }是“完备的”是指，在其中加入任何元素都将使它不再是阿基米德域。这个完备性的意思非常接近用超实数来构造实数的方法，即从某个包含所有（超实数）有序域的纯类出发，从其子域中找出最大的阿基米德域。

### 高级性质
- 实数集是不可数的，也就是说，实数的个数严格多于自然数的个数（尽管两者都是无穷大）。这一点，可以通过康托尔对角线方法证明。实际上，实数集的势为2ω（请参见连续统的势），即自然数集的幂集的势。由于实数集中只有可数集个数的元素可能是代数数，绝大多数实数是超越数。实数集的子集中，不存在其势严格大于自然数集的势且严格小于实数集的势的集合，这就是连续统假设。该假设不能被证明是否正确，这是因为它和集合论的ZF(ZFC)公理系统相互独立。
- 所有非负实数的平方根属于{\displaystyle R}，但这对负数不成立。这表明{\displaystyle R}上的序是由其代数结构确定的。而且，所有奇数次多项式至少有一个根属于{\displaystyle R}。这两个性质使{\displaystyle R}成为实封闭域的最主要的实例。证明这一点就是对代数基本定理的证明的前半部分。
- 实数集拥有一个规范的测度，即勒贝格测度。
- 实数集的上确界公理用到了实数集的子集，这是一种二阶逻辑的陈述。不可能只采用一阶逻辑来刻画实数集：1. Löwenheim-Skolem定理说明，存在一个实数集的可数稠密子集，它在一阶逻辑中正好满足和实数集自身完全相同的命题；2. 超实数的集合远远大于{\displaystyle R}，但也同样满足和{\displaystyle R}一样的一阶逻辑命题。满足和{\displaystyle R}一样的一阶逻辑命题的有序域称为{\displaystyle R}的非标准模型。这就是非标准分析的研究内容，在非标准模型中证明一阶逻辑命题（可能比在{\displaystyle R}中证明要简单一些），从而确定这些命题在{\displaystyle R}中也成立。

### 拓撲性質
實數集構成一個度量空間：{\displaystyle x}和{\displaystyle y}間的距離定為絕對值 {\displaystyle |x-y|}。作為一個全序集，它也具有序拓撲。這裡，從度量和序關係得到的拓撲相同。實數集又是一維的可縮空間（所以也是連通空間）、局部緊緻空間、可分空間、貝爾空間。但實數集不是緊緻空間。這些可以通過特定的性質來確定，例如，無限連續可分的序拓撲必須和實數集同胚。以下是實數的拓撲性質總覽：
- 令{\displaystyle a\;}為一實數。{\displaystyle a\;}的鄰是實數集中一個包括一段含有{\displaystyle a\;}的線段的子集。
- {\displaystyle \mathbb {R} }是可分空間。
- {\displaystyle \mathbb {Q} }在{\displaystyle \mathbb {R} }中處處稠密。
- {\displaystyle \mathbb {R} }的開集是開區間的聯集。
- {\displaystyle \mathbb {R} }的緊子集等价于有界閉集。特別是：所有含端點的有限線段都是緊子集。
- 每個{\displaystyle \mathbb {R} }中的有界序列都有收斂子序列。
- {\displaystyle \mathbb {R} }是連通且單連通的。
- {\displaystyle \mathbb {R} }中的連通子集是線段、射線與{\displaystyle \mathbb {R} }本身。由此性質可迅速導出中間值定理。
- 區間套定理：設{\displaystyle (F_{n})_{n\in \mathbb {N} }}為一個有界閉集的序列，且{\displaystyle F_{n}\supset F_{n+1}}，則其交集非空。嚴格表法如下：

{\displaystyle \forall n\in \mathbb {N} \;\forall m>n\quad F_{m}\subset F_{n}\quad \Rightarrow \quad \bigcap _{n\in \mathbb {N} }F_{n}\;\neq \varnothing \;}.

## 扩展与一般化
实数集可以在几种不同的方面进行扩展和一般化：
- 最自然的扩展可能就是复数了。复数集是包含了所有多项式的根的代数闭域。但是，复数集不是一个有序域。
- 实数集扩展的有序域是超实数的集合，包含无穷小和无穷大。它不是一个阿基米德域。
- 有时候，形式元素 +∞和 -∞加入实数集，构成扩展的实数轴。它是一个紧致空间，而不是一个域，但它保留了许多实数的性质。
- 希尔伯特空间的自伴随算子在许多方面一般化实数集：它们可以是有序的（尽管不一定全序）、完备的；它们所有的特征值都是实数；它们构成一个实结合代数。

## 参阅
- 有理数
- 无理数
- 虚数
- 复数
- 实数系的连续性